# ایمیانوو (شهرستان کاراایدلسکی، باشقیرستان)
ایمیانوو (انگلیسی: Imyanovo, Karaidelsky District, Republic of Bashkortostan) یک شهرک در شهرستان کاراایدلسکی استان باشقیرستان کشور روسیه است.